# جورج إم. دارو
جورج إم. دارو (بالإنجليزية: George M. Darrow)‏ هو بستاني وعالم نبات أمريكي، ولد في 1889 في سبرينغفيلد في الولايات المتحدة، وتوفي في 1983 في ماريلند في الولايات المتحدة.